# The Spinners
The Spinners es un grupo vocal estadounidense de rhythm and blues creado en 1954 en Ferndale, Michigan. El grupo tuvo una serie de exitosos sencillos y álbumes durante las décadas de los años sesenta y setenta, particularmente junto al productor Thom Bell. El grupo continúa haciendo presentaciones, con Henry Fambrough como único integrante de la formación original.
Al grupo también se le conoce como Detroit Spinners o Motown Spinners, debido a que sus primeras grabaciones se hicieron para el sello discográfico Motown. Estos nombres fueron utilizados especialmente en el Reino Unido, para evitar confusiones con un grupo folclórico británico del mismo nombre, hoy desaparecido.
El 30 de junio de 1976 The Spinners recibió una estrella en el Paseo de la Fama de Hollywood, y en 2015, fueron nominados para ser incluidos en el Salón de la Fama del Rock and Roll.

## Historia
En 1954 un grupo de amigos integrado por Billy Henderson, Henry Fambrough, Pervis Jackson, C. P. Spencer y James Edwards formaron un grupo inicialmente llamado The Domingoes en Ferndale, Michigan, un suburbio al norte de la ciudad de Detroit. En aquel entonces, cuando se unieron para tocar y hacer música juntos, todos ellos residían en Herman Gardens, un conjunto de edificios de viviendas públicas de Detroit.
James Edwards permaneció con el grupo durante algunas semanas, pero luego fue reemplazado por Bobby Smith, quien fue la voz líder en la mayoría de los primeros discos de The Spinners y en sus mayores éxitos con el sello Atlantic Records. Por su parte, C. P. Spencer dejó el grupo poco después de James Edwards y más tarde se unió a las formaciones Voice Masters y The Originals. En tanto George Dixon reemplazó en 1961 a C. P. Spencer, momento en que el grupo fue rebautizado definitivamente como The Spinners.

### Primeras grabaciones (1961 a 1971)
El primer sencillo de The Spinners, That's What Girls Are Made For , fue grabado por el sello Tri-Phi Records de Harvey Fuqua. Una fuente informó que Fuqua habría cantó como voz principal en esa grabación. El sencillo alcanzó el puesto 27 en la lista Top 100 de agosto de 1961. Otras fuentes indican que Bobby Smith fue quien interpretó la voz principal de esta pista pero dirigido por Fuqua. El siguiente sencillo del grupo fue Love (I'm So Glad) I Found You, el cual también contó con la voz líder de Smith. Esta canción alcanzó el número 91 en noviembre de 1961 y fue el último sencillo de Tri-Phi Records en alcanzar al Top 100 de las listas de éxitos.
Las fuentes debaten hasta qué punto Harvey Fuqua se convirtió en miembro del grupo durante su estadía en Tri-Phi. Fuqua cantó como solista en algunos de los sencillos y se consideraba a sí mismo un Spinner. En los créditos de Tri-Phi 1010 y 1024, el artista fue mencionado en los dos primeros sencillos y figura como «Harvey (anteriormente miembro de The Moonglows y de The Spinners)». Sin embargo, la mayoría de las fuentes no lo incluyen como un miembro oficial del grupo.
El hermano de James Edwards, Edgar "Chico" Edwards, reemplazó a George Dixon en el grupo en 1963, momento en el cual Tri-Phi y toda su lista de artistas fueron compradas por el cuñado de Fuqua, Berry Gordy de Motown Records.
En 1964, The Spinners hicieron su debut en el Teatro Apollo de Nueva York, donde fueron bien acogidos por el público. El tema I'll Always Love You llegó al número 35 en 1965. De 1966 a 1969, el grupo lanzó un sencillo cada año, pero solo el sencillo de 1966 Truly Yours logró su punto máximo en la lista Billboard 100 R&B, alcanzando la posición número 16.
Con un éxito comercial limitado, Motown asignó a The Spinner mánagers de ruta, acompañantes y choferes, e incluso mensajeros. G. C. Cameron reemplazó a Edgar "Chico" Edwards en 1967, y en 1969, el grupo pasó al sello V.I.P., también propiedad de Motown.
En 1970, después de una ausencia de cinco años, alcanzaron el número 14 en el Billboard Hot 100 con la composición del escritor y productor Stevie Wonder, dirigida por G. C. Cameron, It's a Shame, coescrita por Syreeta Wright. Volvieron a las listas al año siguiente con otra canción de Stevie Wonder que el mismo compositor también produjo, We'll Have It Made", con la dirección de G. C.Cameron), para el nuevo álbum 2nd Time Around . Sin embargo, estos fueron sus dos últimos sencillos para el sello V.I.P.
Poco después del lanzamiento de 2nd Time Around, la artista del sello Atlantic Records Aretha Franklin, le sugirió al grupo rompiera su contrato con Motown y firmara con Atlantic Records. Mientras se emcontraban grabando un álbum bajo la producción de Stevie Wonder expiró el contrato con Motown, dejando el Long Play sin terminar. Luego de que el grupo se cambiara a Atlantic Records, las obligaciones contractuales impidieron que G. C. Cameron abandonara Motown, donde debió permanecer como solista. A cambio, Cameron alentó a su primo, el cantante Philippé Wynne, para que se uniera a The Spinners en su lugar como uno de los tres cantantes principales del grupo, junto con Henry Fambrough y Bobby Smith.

### Sus máximos éxitos comerciales
Cuando The Spinners firmó con Atlantic Records en 1972, era un grupo respetado pero comercialmente insignificante que nunca había logrado un éxito pop Top Ten, a pesar de haber estado grabando por más de una década. Sin embargo, con el compositor Thom Bell a la cabeza, The Spinners registró cinco sencillos en el Top 100 y dos en el Top Ten de su primer álbum post-Motown, Spinners de 1973, convirtiéndose en uno de los grupos de soul más importantes de la década de 1970.
I'll Be Around, dirigida por Bobby Smith, fue su primer éxito en ubicarse entre los primeros diez de las listas de éxitos musicales, tema que era en realidad la cara B del primer sencillo con Atlantic, How Could I Let You Get Away, dirigida por Fambrough y Wynne. La repetidas emisiones en la radio de la cara B llevó rápidamente a Atlantic Records a darle la vuelta al sencillo, con lo que I'll Be Around alcanzó el número 3, mientras How Could I Let You Get Away llegó a la posición número 77. I'll Be Around también fue el primer sencillo súper exitoso de The Spinners, con un millón de ventas, otorgándosele por la RIAA un disco de oro, el 30 de octubre de 1972.
El siguiente sencillo de 1973 fue Could It Be I'm Falling in Love, dirigido principalmente por Smith, con Wynne a la cabeza en el fade de la melodía, disco cuyas copias lograron también un millón de ventas. A la vez que, One of a Kind (Love Affair), dirigida por Wynne, y Ghetto Child, dirigida por Fambrough y Wynne, consolidaron la reputación del grupo, así como la de Thom Bell, un destacado productor de soul del llamado sonido Filadelfia.
Tras sus éxitos en Atlantic, Motown también publicó el Long-Play Best of the Spinners que incluyó una selección de grabaciones para Motown y V.I.P. También remezclaron y reeditaron la cara B del sencillo de 1970 Together We Can Make Such Sweet Music, dirigida por Smith y originalmente codirigida por Cameron, como Lado A en 1973. En medio de sus éxitos con Atlantic, esta reedición de Motown logró alcanzar el puesto número 91 en EE. UU.
El siguiente larga duración del grupo de 1974, Mighty Love, contó con tres éxitos en el Top 20, I'm Coming Home, Love Don't Love Nobody así como el tema principal del disco. Sin embargo, el mayor éxito de aquel año fue una colaboración con Dionne Warwick, Then Came You, dirigida por Smith, Warwick y Wynne, la cual alcanzó el primer lugar en el Billboard Hot 100, convirtiéndose en número uno de las listas de éxitos de la música pop. La canción también alcanzó el Top 3 de las listas de Rhythm and blues y de Easy Listening de Billboard.
The Spinners llegaron al Top 10 dos veces en los siguientes dos años con They Just Can't Stop It (The Games People Play), número 5 de Billboard, y The Rubberband Man, número 2 de Billboard, respectivamente. Games People Play contó con la participación de Evette L. Benton como vocalista invitada, aunque el productor Thom Bell cuestionó esto en una entrevista en el Reino Unido, alegando que la supuesta Evette era en realidad los altísimos tonos de voz de Henry Fambrough, razón por la cual el vocalista bajo del grupo, Pervis Jackson, le dio a Fambrough el apodo de «Mister 12:45», tras su extraordinaria interpretación vocal de esta canción.

### Últimos años
El conflicto y los egos comenzaron a surgir dentro del grupo, cuando el integrante Philippé Wynne quiso que el nombre del grupo cambiara a «Philippe Wynne and The Spinners». Como esto no fue posible, Wynne abandonó el grupo en enero de 1977 y fue reemplazado por John Edwards, quien ya había grabado varios éxitos de R&B como cantante solista. El grupo continuó grabando y obteniendo algunos éxitos menores entre 1977 y 1978. Aunque Thom Bell y el grupo tomaron caminos distintos, ambos contribuyeron con dos canciones a la película de Bell, The Fish That Saved Pittsburgh, apareciendo en la película como una sola banda.
En 1979 Motown lanzó un álbum recopilatorio  a ambos lados del Atlántico titulado From the Vaults, incluyendo la canción What More Could a Boy Ask For de Fuqua & Bristol, grabada alrededor de 1965.
El grupo obtuvo dos grandes éxitos al comienzo de la nueva década, pues en 1980 con Working My Way Back to You /Forgive Me, Girl (fue número dos en marzo-abril, número uno en Reino Unido) y Cupid/I've Loved You for a Long Time (por su parte, número cuatro en julio-agosto y también número cuatro en el Reino Unido). El último éxito del grupo en el Hot 100 de EE. UU. fue una nueva versión de Funny How Time Slips Away de Willie Nelson, que alcanzó el puesto 67 en 1983. En 1984, el grupo tuvo su último éxito de Rhythm and blues con Right or Wrong, del álbum Cross Fire de ese año. Continuarían lanzando un par de álbumes, además de interpretar la canción principal de la exitosa película de 1987 Spaceballs. En 1983, los integrantes del grupo actuaron en televisión interpretándose a ellos mismos como invitados de la comedia de situación, Laverne and Shirley.
Después de algunos años colaborando con Parliament/Funkadelic y trabajando en solitario, Wynne falleció de un ataque al corazón mientras actuaba en Oakland, California, el 14 de julio de 1984.
En una entrevista de 2014, Henry Fambrough, el último miembro original sobreviviente del grupo, declaró: «Bobby (Smith) siempre fue nuestro principal cantante durante todos esos años. siempre lo había sido. Siempre lo será». Fambrough ha liderado varias canciones de The Spinners en las que cantó o compartió la voz líder, entre las que se incluyen temas como: I Don't Want to Lose You, Ghetto Child, Living a Little, Laughing a Little, Ain't No Price on Happiness, Smile We Have Each Other, Just as Long as We Have Love (un segundo dúo de The Spinners con Dionne Warwick) y Now That We're Together.

### The Spinners en la actualidad

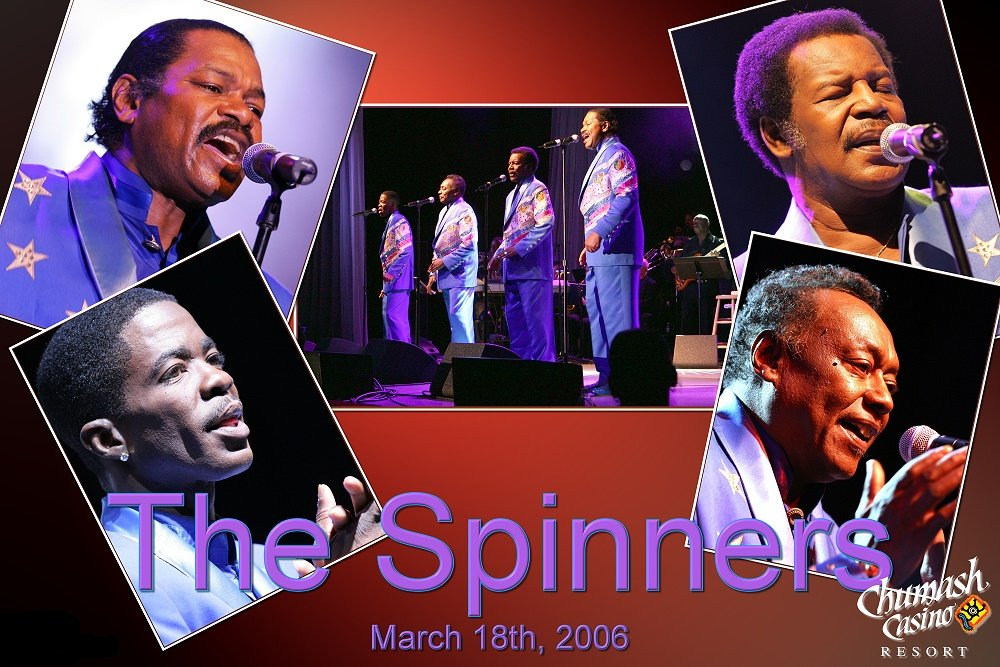
The Spinners en concierto en el Chumash Casino Resort de Santa Ynez, California, el 18 de marzo de 2006

Después de que terminó su carrera en las listas de éxitos, The Spinners continuaron durante décadas realizando giras, especialmente, en los circuitos de conciertos de música antigua y nostálgica, en los cuales interpretan la música que los hizo famosos.
En su box set o caja recopilatoria, llamada The Chrome Collection, The Spinners son elogiados por los músicos David Bowie y Elvis Costello. The Spinners fue incluido en el Salón de la Fama de los Grupos Vocales en 1999. El 27 de julio de 2006 The Spinners actuó en el programa de televisión estadounidense Late Show with David Letterman.
G. C. Cameron se reincorporó al grupo como vocalista principal entre 2000 y 2002, reemplazando a John Edwards quien se había retirado debido a un derrame cerebral, pero en 2003 se alejó nuevamente para unirse a The Temptations. Frank Washington, antes de The Futures y The Delfonics, se unió durante unos años, antes de ser reemplazado por Charlton Washington.
En 2004, el miembro fundador del grupo, Billy Henderson, fue desvinculado después de demandar a la agrupación y al gerente comercial del grupo para obtener unos expedientes financieros. Fue reemplazado por Harold "Spike" Bonhart.
Fallecimiento de algunos de sus integrantes
Billy Henderson murió debido a complicaciones de salud relacionadas con la diabetes, el 2 de febrero de 2007, a la edad de 67 años. Previamente, otro de los fundadores e integrantes originales, C. P. Spencer, ya había fallecido de un infarto el 20 de octubre de 2004, mientras George Dixon lo había hecho en 1994.
El integrante original Pervis Jackson, que todavía estaba de gira como miembro del grupo, murió de cáncer el 18 de agosto de 2008. El grupo continuó durante un corto tiempo como cuarteto antes de que Jessie Robert Peck, nacido en Queens, Nueva York, el 17 de diciembre de 1968, fuera reclutado como nuevo vocalista bajo del grupo en febrero de 2009. En 2009, Bonhart dejó The Spinners y fue reemplazado por el vocalista Marvin Taylor. El grupo perdió a otro miembro de sus inicios, cuando Edgar "Chico" Edwards falleció el 3 de diciembre de 2011.
The Spinners volvieron a ser el centro de atención en 2003 cuando se reeditó una canción de Elton John con ellos en los coros. En 1977, los Spinners habían grabado dos versiones de Are You Ready for Love en los estudios de Filadelfia. Una tenía a todos los Spinners, la otra solo con el cantante principal Philippé Wynne en  coros. Finalmente, en 1979, la versión de Wynne fue lanzada como disco sencillo, llegando al número 42 en el Reino Unido. En 2003 la pista fue remezclada por Ashley Beedle de Xpress-2, tras convertirse en un tema muy escuchado en los clubes nocturnos de Baleares, y de que el canal de deportes Sky Sports la utilizara en un anuncio publicitario. La canción fue número uno en la lista de sencillos del Reino Unido, después de ser lanzado por Southern Fried Records del DJ Fatboy Slim.
En septiembre de 2011, 57 años después de formarse en Detroit y 50 años después de That's What Girls Are Made For, el grupo fue anunciado como uno de los 15 nominados finales para el Salón de la Fama del Rock & Roll, su primera nominación, también fueron nominados en los años 2014 y 2015.
Bobby Smith, voz líder del grupo, falleció el 16 de marzo de 2013. El grupo, que aún realiza giras, está actualmente conformado por Henry Fambrough (el único miembro original superviviente), C. J. Jefferson, Jessie Peck, Marvin Taylor y Ronnie Moss.
En 2017, The Spinners fueron incluidos en el Salón de la Fama de las Leyendas del Rock and Roll de Michigan. Charlton Washington dejó el grupo en 2020 para seguir una carrera en solitario, siendo reemplazado por C. J. Jefferson.

Después de años sin presentar nuevos temas, The Spinners lanzó el 27 de agosto de 2021 el álbum Round The Block And Back Again, el primero con la formación actual. El álbum incluyó tres sencillos, Cliché, In Holy Matrimony y Vivid Memories.
|  | Integrantes actuales - Henry Fambrough – baritone (1954–present) - Jessie Robert Peck – bass (2009–present) - Marvin Taylor – tenor/baritone (2009–present) - Ronnie Moss – co-lead tenor (2013–present) - C.J. Jefferson – lead tenor (2020-present) | Antiguos integrantes - Pervis Jackson – bass (1954–2008; died 2008) - Billy Henderson – tenor/baritone (1954–2004; died 2007) - C. P. Spencer – lead tenor (1954–56; died 2004) - James Edwards – tenor (1954) - Bobby Smith – co-lead tenor (1954–2013; died 2013) - George Dixon – lead tenor (1956–63; died 1994) - Edgar "Chico" Edwards – lead tenor (1963–67; died 2011) - G. C. Cameron – lead tenor (1967–72, 2000–03) - Philippé Wynne – lead tenor (1972–77; died 1984) - John Edwards – lead tenor (1977–2000) - Frank Washington – lead tenor (2003–07) - Harold "Spike" Bonhart – tenor/baritone (2004–09) - Charlton Washington – lead tenor (2007-2020) |

## Discografía

### Sencillos Top 40
Los siguientes sencillos alcanzaron el top 40 en las listas de Estados Unidos o Reino Unido.
| Título                                                                       | Año  | Máxima posición alcanzada | Máxima posición alcanzada | Máxima posición alcanzada |
| Título                                                                       | Año  | Estados Unidos            | US R&B chart              | Reino Unido               |
| ---------------------------------------------------------------------------- | ---- | ------------------------- | ------------------------- | ------------------------- |
| That's What Girls Are Made For                                               | 1961 | 27                        | 5                         | —                         |
| I'll Always Love You                                                         | 1965 | 35                        | 8                         | —                         |
| It's a Shame                                                                 | 1970 | 14                        | 4                         | 20                        |
| How Could I Let You Get Away (Lado A) I'll Be Around (Lado B)                | 1972 | 77 3                      | 14 1                      | —                         |
| Could It Be I'm Falling in Love?                                             | 1972 | 4                         | 1                         | 11                        |
| One of a Kind (Love Affair)                                                  | 1973 | 11                        | 1                         | —                         |
| Ghetto Child                                                                 | 1973 | 29                        | 4                         | 7                         |
| Mighty Love                                                                  | 1974 | 20                        | 1                         | 33                        |
| I'm Coming Home                                                              | 1974 | 18                        | 3                         | —                         |
| Then Came You (con Dionne Warwick)                                           | 1974 | 1                         | 2                         | 29                        |
| Love Don't Love Nobody                                                       | 1974 | 15                        | 4                         | —                         |
| Living a Little, Laughing a Little                                           | 1975 | 37                        | 7                         | —                         |
| Sadie                                                                        | 1975 | 54                        | 7                         | —                         |
| Games People Play                                                            | 1975 | 5                         | 1                         | –                         |
| Love or Leave                                                                | 1975 | 36                        | 8                         | —                         |
| Wake Up Susan                                                                | 1976 | 56                        | 11                        | 29                        |
| The Rubberband Man                                                           | 1976 | 2                         | 1                         | 16                        |
| Body Language                                                                | 1979 | —                         | 35                        | 40                        |
| Working My Way Back to You / Forgive Me, Girl (medley)                       | 1979 | 2                         | 6                         | 1                         |
| Cupid / I've Loved You for a Long Time (medley)                              | 1980 | 4                         | 5                         | 4                         |
| I'll Be Around (Rappin' 4-Tay presentando a The Spinners)                    | 1995 | 39                        | 37                        | 30                        |
| "—" denota una grabación que no se registró o no se lanzó en ese territorio. |      |                           |                           |                           |